# ZM LUZNIK P-83

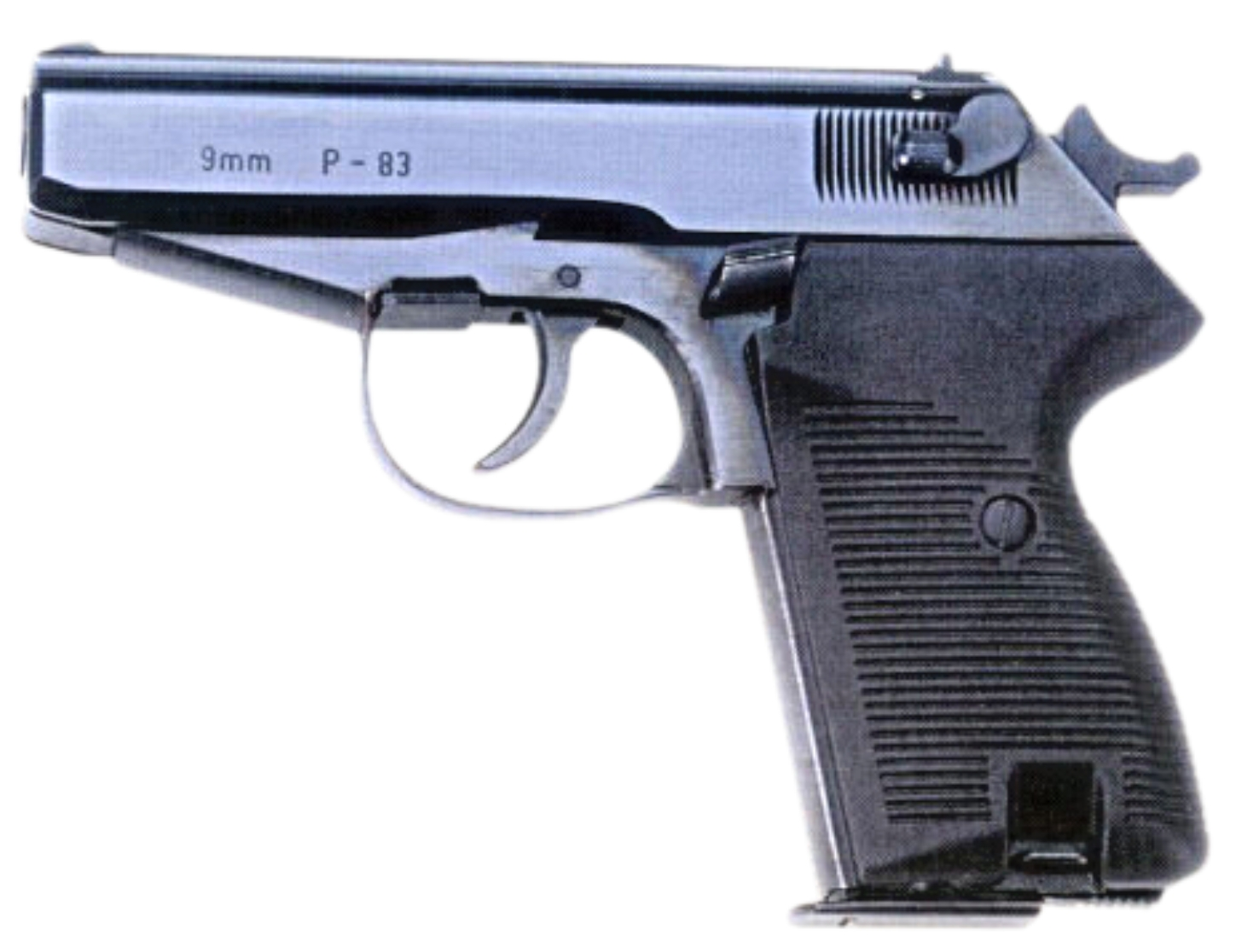
Le ZM Łucznik P-83 "Wanad" réglementaire en Pologne

Le pistolet ZM Łucznik P-83 remplaça vers 1983 le FB P-64 dans l'Armée et la police polonaise.

## Histoire
Les utilisateurs du  P-64 avaient pointé ses défauts majeurs : recul déplaisant dû à une poignée petite et inconfortable, capacité réduite du chargeur, hausse et guidons de piètre qualités, ligne de visée très courte et détente très lourde en double action. Les travaux pour les corriger débutèrent dans le début des années 1970. Il en résulta  plusieurs prototypes (P-70, P-75, P-78A, P-78B). Ainsi le  P-83 est la version définitive du P-78B .

## Technique
Comme le Walther PP, le P-83 Wanad est munie d'une platine à double action. Son mécanisme simple actionné directement par le recul ne peut employer que des munitions de faible puissance. Il dispose aussi d'un indicateur de chargement et d'un levier de désarmement. Il possède néanmoins un verrou de chargeur placé sous la crosse. Sa poignée est quadrillée et monobloc. Les organes de visée sont fixes

## Fiche technique
- Munitions: 	9mm Makarov ( Pologne) / 9mm court (exportation)
- Capacité: 	8+1
- Longueur: 	165 mm
- Hauteur: 	125 mm
- Largeur: 	30 mm
- Canon: 	90 mm
- Masse: 	730 g (vide)